# Championnats du monde de cyclo-cross 2025
Navigation
2024 2026
Les championnats du monde de cyclo-cross 2025, soixante-seizième édition des championnats du monde de cyclo-cross, se déroulent du 31 janvier au 2 février 2025 à Liévin en France.

## Organisation
Les championnats du monde de cyclo-cross sont organisés sous l'égide de l'Union cycliste internationale. C'est la première fois que l'épreuve est organisée à Liévin en France, lieu du cyclo-cross de Liévin. L'emplacement est choisi par la fédération française en raison de sa proximité avec la Belgique et les Pays-Bas, où le cyclo-cross est très populaire. C'est la dixième fois que la France accueille les mondiaux, vingt-et-un ans après la dernière fois à Pontchâteau en 2004.
Auparavant, la ville de Liévin a accueilli quatre fois une manche de coupe du monde, un championnat d’Europe en 2008, trois fois les championnats de France dont la dernière en 2022, ainsi que des manches de Coupe de France.

## Parcours
Le parcours est long de 2,950 km et a un dénivelé positif de 68 m par tour.

## Programme
Les horaires de course sont donnés en heure locale.
| - Vendredi 31 janvier - 12 h 30 : Relais mixte | - Samedi 1er février - 11 h 00 : Femmes juniors - 13 h 00 : Hommes moins de 23 ans - 15 h 00 : Femmes élites | - Dimanche 2 février - 11 h 00 : Hommes juniors - 13 h 00 : Femmes moins de 23 ans - 15 h 00 : Hommes élites |

## Favoris et favorites
Chez les hommes, le tenant du titre Mathieu van der Poel est en lice pour égaler le record de 7 victoires détenu par Eric De Vlaeminck. Son principal rival et triple champion du monde de la discipline Wout van Aert a décidé de participer au dernier moment,, contrairement au champion du monde 2022 Tom Pidcock. Les autres prétendants sont Michael Vanthourenhout, vainqueur du classement général de la Coupe du monde, Thibau Nys et Lars van der Haar,.
Chez les femmes, les lauréates des cinq dernières années, Ceylin Alvarado, Lucinda Brand et Fem van Empel sont au départ,, tandis que Marianne Vos est absente en raison d'une blessure. Les autres favorites sont Puck Pieterse et Blanka Vas,.
Du côté des espoirs, le Néerlandais Tibor Del Grosso, tenant du titre, fait partie des grands favoris chez les hommes. Léo Bisiaux et Aubin Sparfel pourraient aussi se disputer la victoire sur cette course. Célia Gery, médaillée d'or en catégorie junior lors de l'édition précédente, est quant à elle en lice pour remporter le titre féminin. Elle aura fort à faire face aux favorites britannique Zoe Bäckstedt et luxembourgeoise Marie Schreiber.
Chez les juniors, les trois Françaises Lison Deprez, Lise Revol et Jeanne Duterne vont se disputer le titre le samedi matin, avec comme principale rivale la Canadienne Rafaëlle Carrier. Côté masculin, Soren Bruyère Joumard et Théophile Vassal vont tenter de décrocher le maillot arc-en-ciel lors de la course du dimanche matin, face à l'Italien Mattia Agostinacchio.

## Résultats

### Hommes
| Épreuves        | Or                   | Argent                | Bronze            |
| --------------- | -------------------- | --------------------- | ----------------- |
| Élites          | Mathieu van der Poel | Wout van Aert         | Thibau Nys        |
| Moins de 23 ans | Tibor Del Grosso     | Kay De Bruyckere      | Jente Michels     |
| Juniors         | Mattia Agostinacchio | Soren Bruyère Joumard | Filippo Grigolini |

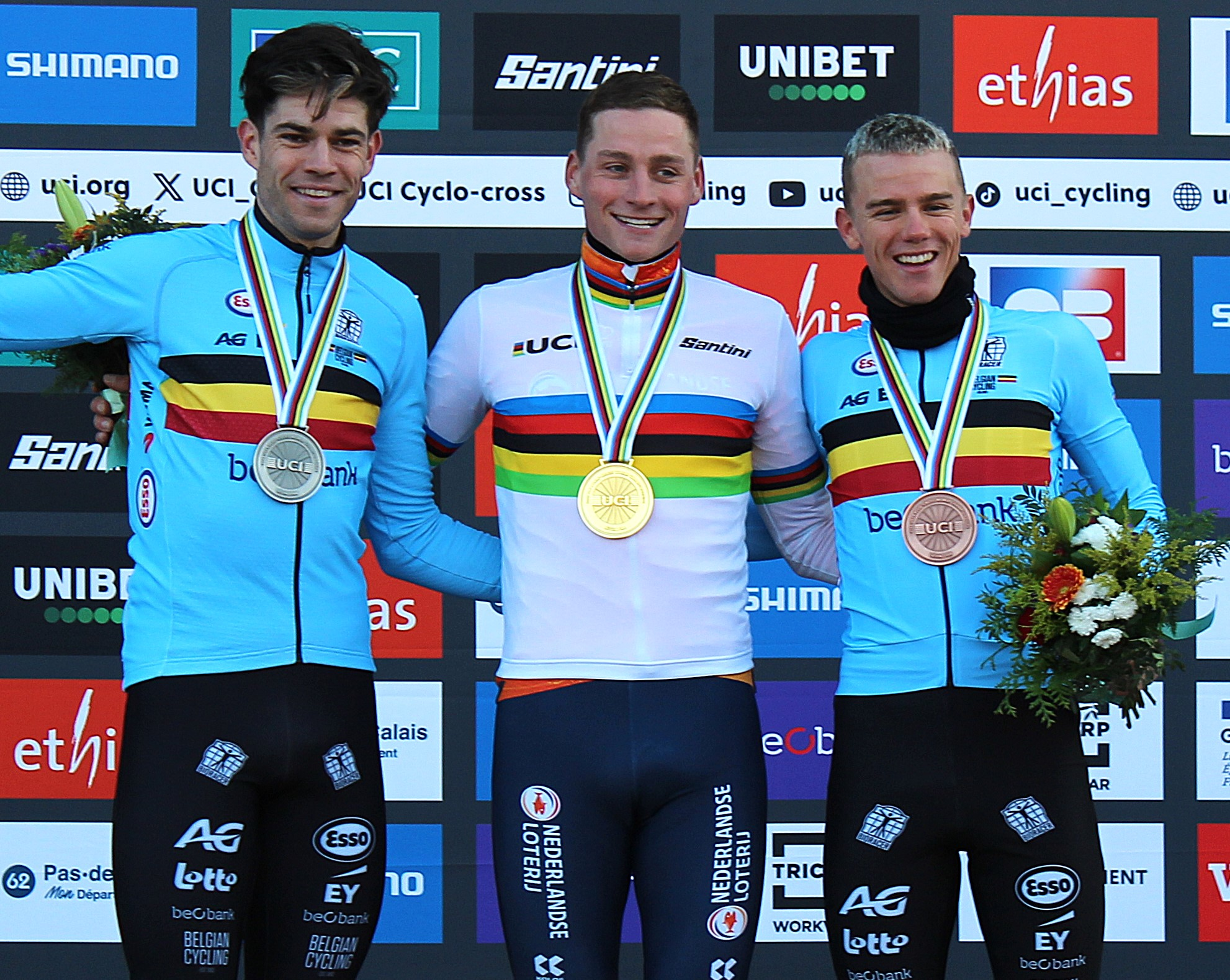
Podium élites.
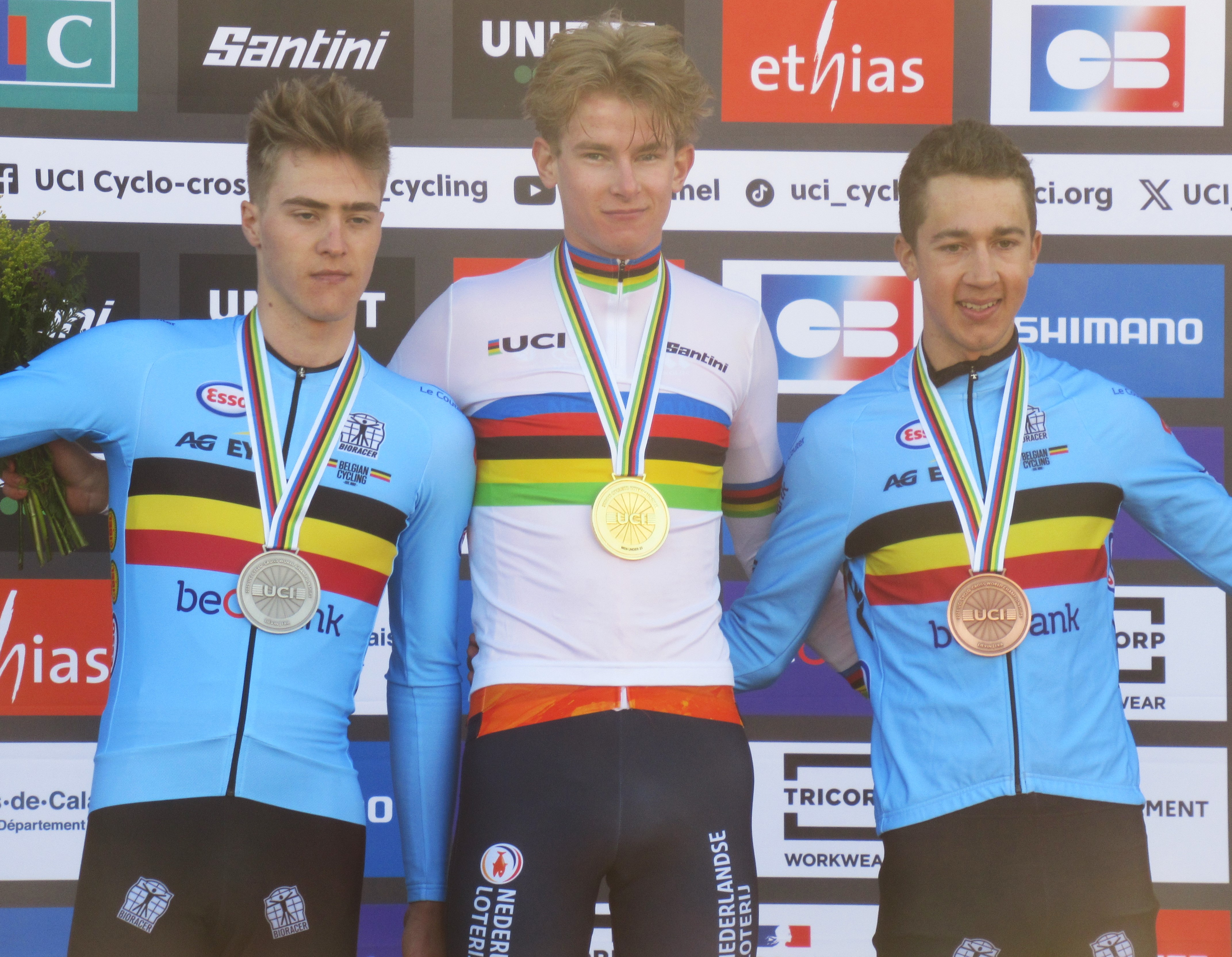
Podium espoirs (U23).
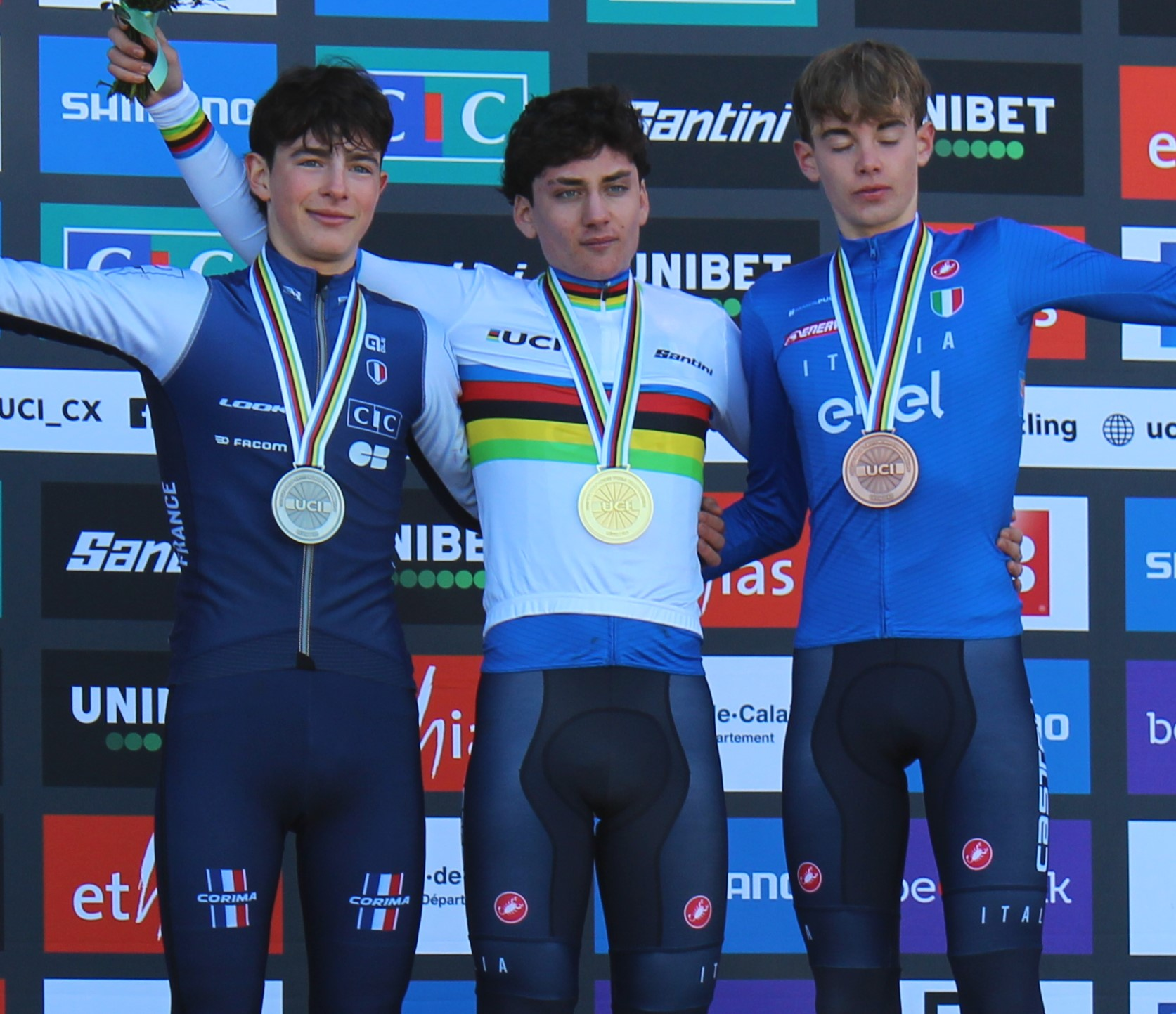
Podium juniors (U19).

### Femmes
| Épreuves        | Or            | Argent           | Bronze           |
| --------------- | ------------- | ---------------- | ---------------- |
| Élites          | Fem van Empel | Lucinda Brand    | Puck Pieterse    |
| Moins de 23 ans | Zoe Bäckstedt | Marie Schreiber  | Leonie Bentveld  |
| Juniors         | Lise Revol    | Barbora Bukovská | Rafaëlle Carrier |

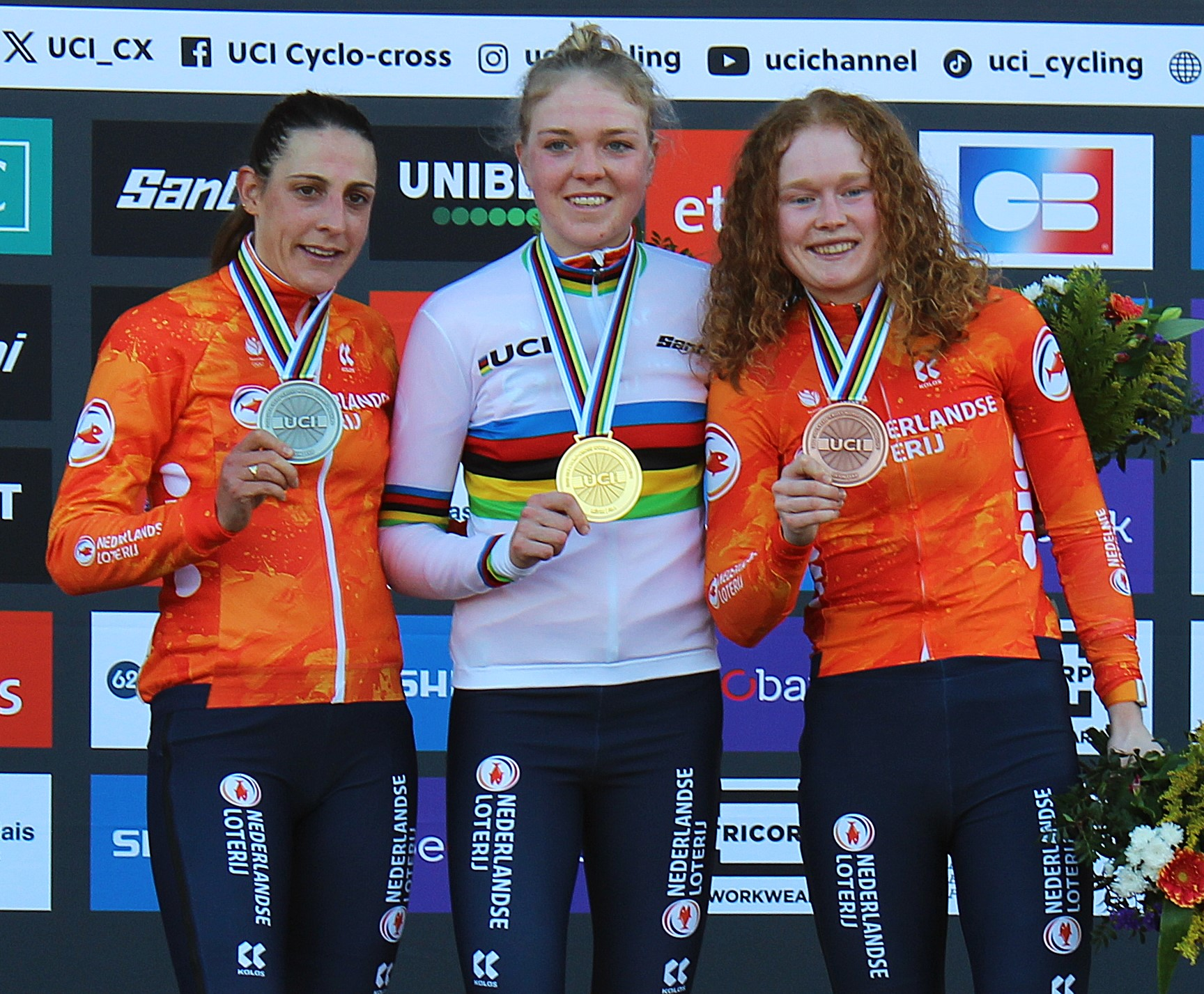
Podium élites.
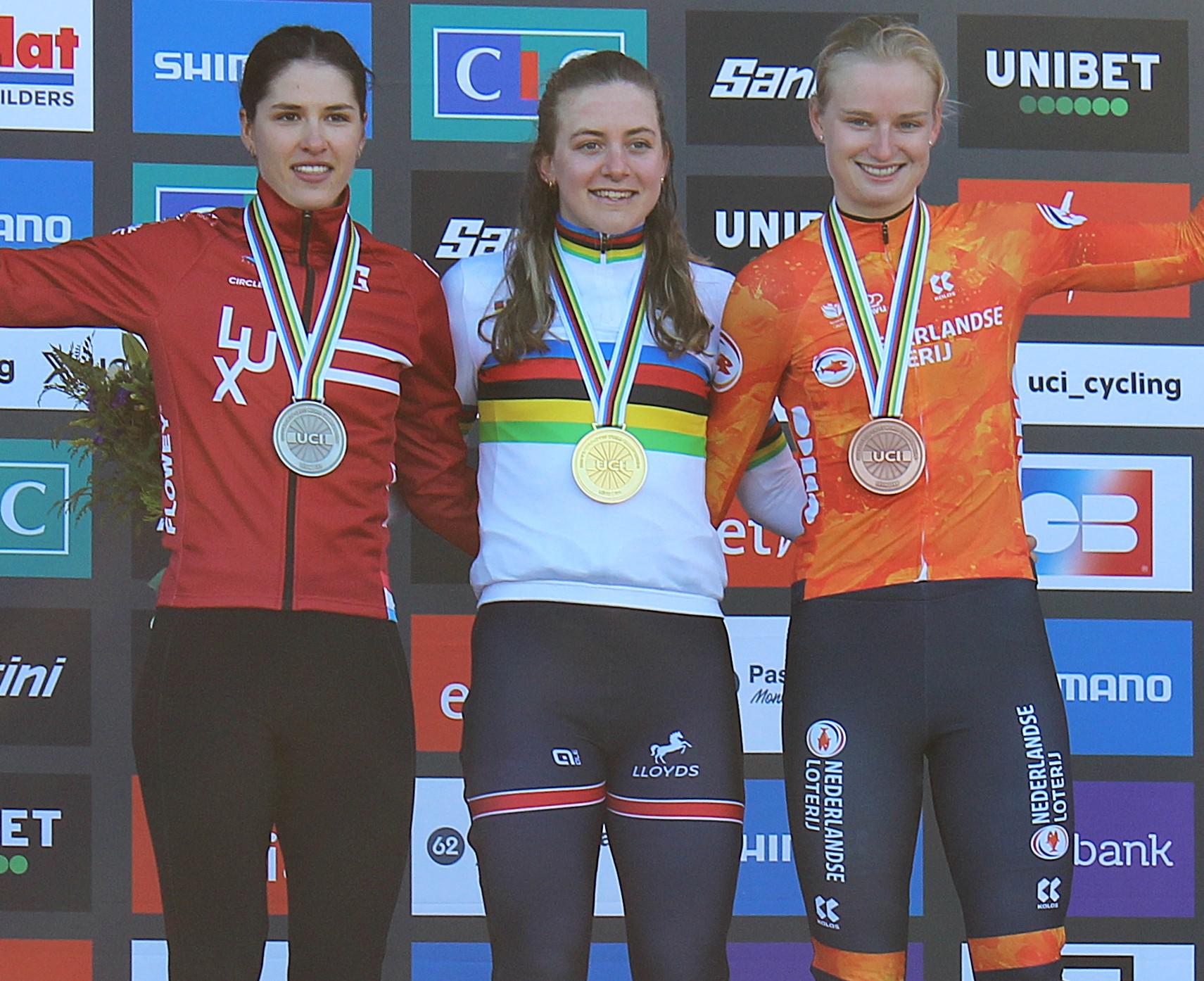
Podium espoirs (U23).
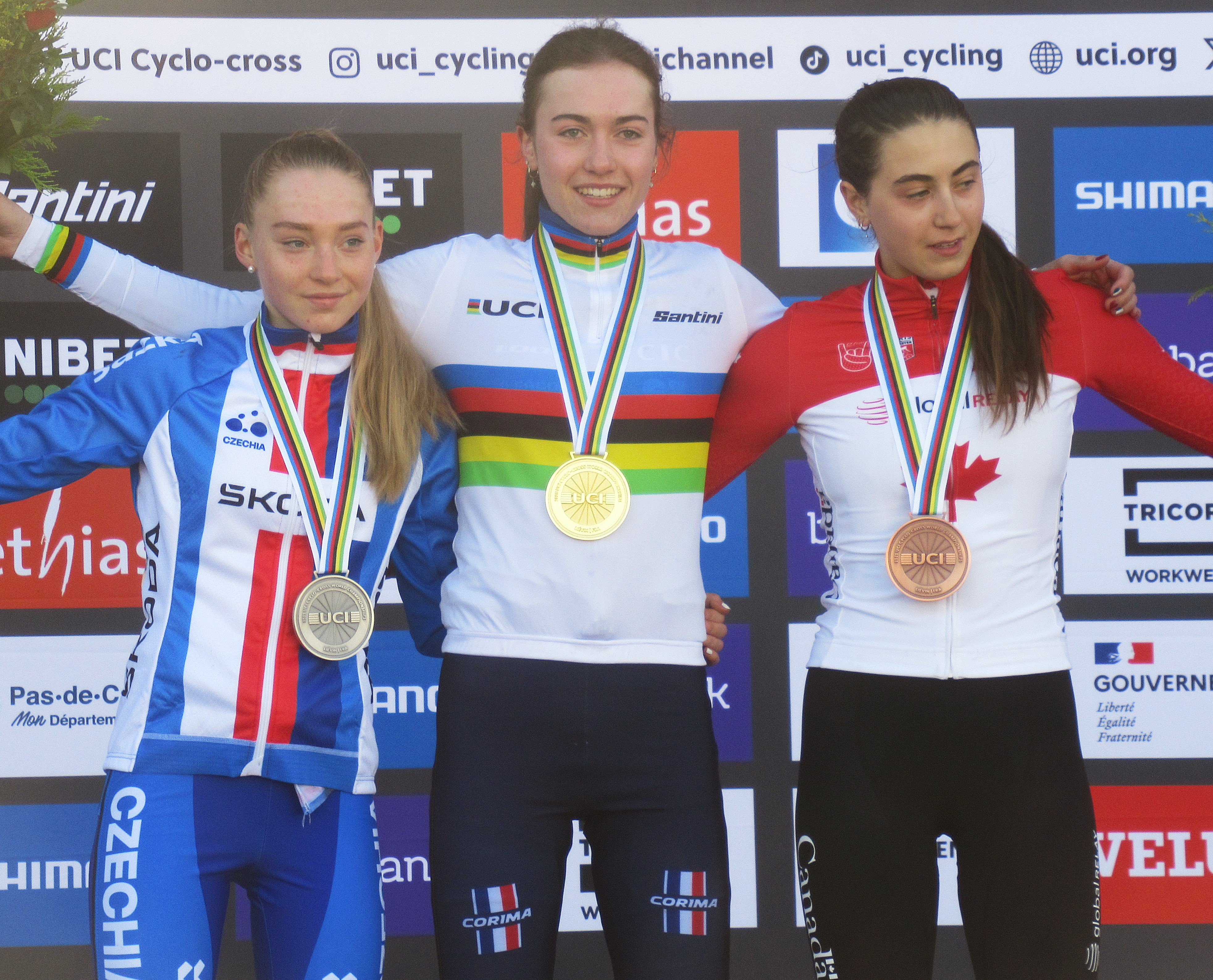
Podium juniors (U19).

### Mixte
| Épreuves | Or                                                                                                | Argent | Bronze                                                                                          |
| -------- | ------------------------------------------------------------------------------------------------- | --- | ----------------------------------------------------------------------------------------------- |
| Relais   | Grande-Bretagne- Zoe Roche - Cat Ferguson - Zoe Bäckstedt - Milo Wills - Oscar Amey - Thomas Mein | Italie- Giorgia Pellizotti - Lucia Bramati - Sara Casasola - Mattia Agostinacchio - Stefano Viezzi - Gioele Bertolini | France- Zélie Lambert - Célia Gery - Hélène Clauzel - Florian Fery - Jules Simon - Joshua Dubau |

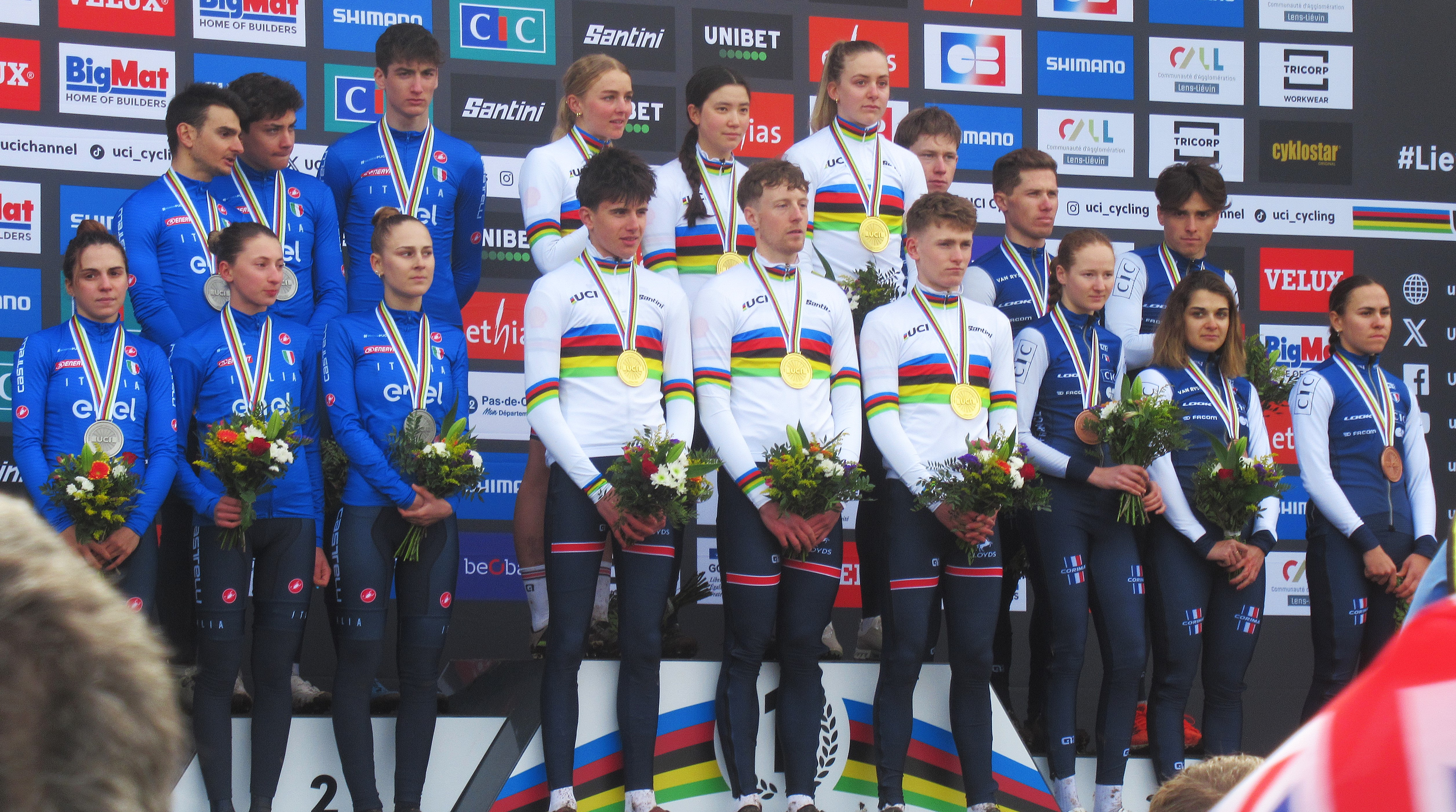
Podium relais mixte.

## Classements

### Courses élite
| Pos                                | Cycliste               | Pays     | Temps          |
| ---------------------------------- | ---------------------- | -------- | -------------- |
|                                    | Mathieu van der Poel   | Pays-Bas | 1 h 2 min 44 s |
| Médaille d'argent, Coupe du Monde  | Wout van Aert          | Belgique | + 45 s         |
| Médaille de bronze, Coupe du Monde | Thibau Nys             | Belgique | + 1 min 6 s    |
| 4.                                 | Joris Nieuwenhuis      | Pays-Bas | + 1 min 15 s   |
| 5.                                 | Emiel Verstrynge       | Belgique | + 1 min 53 s   |
| 6.                                 | Toon Aerts             | Belgique | + 1 min 56 s   |
| 7.                                 | Michael Vanthourenhout | Belgique | + 2 min 0 s    |
| 8.                                 | Joran Wyseure          | Belgique | + 2 min 3 s    |
| 9.                                 | Lars van der Haar      | Pays-Bas | + 2 min 9 s    |
| 10.                                | Laurens Sweeck         | Belgique | + 2 min 28 s   |

| Pos                                | Cycliste             | Pays     | Temps        |
| ---------------------------------- | -------------------- | -------- | ------------ |
|                                    | Fem van Empel        | Pays-Bas | 54 min 29 s  |
| Médaille d'argent, Coupe du Monde  | Lucinda Brand        | Pays-Bas | + 18 s       |
| Médaille de bronze, Coupe du Monde | Puck Pieterse        | Pays-Bas | + 1 min 9 s  |
| 4.                                 | Inge van der Heijden | Pays-Bas | + 1 min 31 s |
| 5.                                 | Blanka Vas           | Hongrie  | + 1 min 56 s |
| 6.                                 | Sara Casasola        | Italie   | + 2 min 11 s |
| 7.                                 | Ceylin Alvarado      | Pays-Bas | + 2 min 36 s |
| 8.                                 | Hélène Clauzel       | France   | + 2 min 51 s |
| 9.                                 | Sanne Cant           | Belgique | + 2 min 53 s |
| 10.                                | Amandine Fouquenet   | France   | + 2 min 58 s |

### Moins de23 ans
| Pos                                | Cycliste            | Pays     | Temps        |
| ---------------------------------- | ------------------- | -------- | ------------ |
|                                    | Tibor Del Grosso    | Pays-Bas | 56 min 26 s  |
| Médaille d'argent, Coupe du Monde  | Kay De Bruyckere    | Belgique | + 56 s       |
| Médaille de bronze, Coupe du Monde | Jente Michels       | Belgique | + 1 min 5 s  |
| 4.                                 | Stefano Viezzi      | Italie   | + 1 min 32 s |
| 5.                                 | Seppe van den Boer  | Belgique | + 2 min 10 s |
| 6.                                 | Aubin Sparfel       | France   | + 2 min 29 s |
| 7.                                 | Jules Simon         | France   | + 2 min 34 s |
| 8.                                 | Léo Bisiaux         | France   | + 2 min 35 s |
| 9.                                 | Viktor Vandenberghe | Belgique | + 2 min 35 s |
| 10.                                | Nathan Bommenel     | France   | + 2 min 46 s |

| Pos                                | Cycliste            | Pays            | Temps        |
| ---------------------------------- | ------------------- | --------------- | ------------ |
|                                    | Zoe Bäckstedt       | Grande-Bretagne | 45 min 42 s  |
| Médaille d'argent, Coupe du Monde  | Marie Schreiber     | Luxembourg      | + 39 s       |
| Médaille de bronze, Coupe du Monde | Leonie Bentveld     | Pays-Bas        | + 1 min 20 s |
| 4.                                 | Célia Gery          | France          | + 1 min 51 s |
| 5.                                 | Isabella Holmgren   | Canada          | + 2 min 17 s |
| 6.                                 | Viktória Chladoňová | Slovaquie       | + 3 min 38 s |
| 7.                                 | Amandine Muller     | France          | + 3 min 59 s |
| 8.                                 | Ella Maclean-Howell | Grande-Bretagne | + 4 min 23 s |
| 9.                                 | Imogen Wolff        | Grande-Bretagne | + 4 min 41 s |
| 10.                                | Simona Spěšná       | Tchéquie        | + 4 min 48 s |

### Juniors
| Pos                                | Cycliste              | Pays            | Temps        |
| ---------------------------------- | --------------------- | --------------- | ------------ |
|                                    | Mattia Agostinacchio  | Italie          | 45 min 47 s  |
| Médaille d'argent, Coupe du Monde  | Soren Bruyère Joumard | France          | + 12 s       |
| Médaille de bronze, Coupe du Monde | Filippo Grigolini     | Italie          | + 30 s       |
| 4.                                 | Benjamín Noval        | Espagne         | + 31 s       |
| 5.                                 | Mats Vanden Eynde     | Belgique        | + 39 s       |
| 6.                                 | Oscar Amey            | Grande-Bretagne | + 52 s       |
| 7.                                 | Soen Le Pann          | France          | + 1 min 8 s  |
| 8.                                 | Michiel Mouris        | Pays-Bas        | + 1 min 8 s  |
| 9.                                 | Florian Fery          | France          | + 1 min 10 s |
| 10.                                | Milo Wills            | Grande-Bretagne | + 1 min 16 s |

| Pos                                | Cycliste           | Pays       | Temps        |
| ---------------------------------- | ------------------ | ---------- | ------------ |
|                                    | Lise Revol         | France     | 45 min 25 s  |
| Médaille d'argent, Coupe du Monde  | Barbora Bukovská   | Tchéquie   | + 11 s       |
| Médaille de bronze, Coupe du Monde | Rafaëlle Carrier   | Canada     | + 1 min 43 s |
| 4.                                 | Anja Grossmann     | Suisse     | + 1 min 53 s |
| 5.                                 | Lidia Cusack       | États-Unis | + 1 min 53 s |
| 6.                                 | Mae Cabaca         | Pays-Bas   | + 2 min 27 s |
| 7.                                 | Alyssa Sarkisov    | États-Unis | + 2 min 27 s |
| 8.                                 | Lucie Grohová      | Tchéquie   | + 2 min 31 s |
| 9.                                 | Giorgia Pellizotti | Italie     | + 2 min 35 s |
| 10.                                | Lison Desprez      | France     | + 2 min 56 s |

### Relais mixte
| Pos                                | Pays | Temps         |
| ---------------------------------- | --- | ------------- |
|                                    | Grande-Bretagne- Zoe Roche - Cat Ferguson - Zoe Bäckstedt - Milo Wills - Oscar Amey - Thomas Mein                     | 50 min 3 s    |
| Médaille d'argent, Coupe du Monde  | Italie- Giorgia Pellizotti - Lucia Bramati - Sara Casasola - Mattia Agostinacchio - Stefano Viezzi - Gioele Bertolini | + 2 s         |
| Médaille de bronze, Coupe du Monde | France- Zélie Lambert - Célia Gery - Hélène Clauzel - Florian Fery - Jules Simon - Joshua Dubau                       | + 5 s         |
| 4                                  | États-Unis- Lidia Cusack - Vida Lopez De San Roman - Katie Clouse - Aidan Vollmuth - Henry Coote - Scott Funston      | + 8 s         |
| 5                                  | Tchéquie- Barbora Bukovská - Lucie Grohová - Kateřina Douděrová - Kryštof Bažant - Matyáš Fiala - Maximilian Kerl     | + 1 min 16 s  |
| 6                                  | Belgique- Sanne Laurijssen - Xaydée Van Sinaey - Sanne Cant - Mats Vanden Eynde - Kay De Bruyckere - Toon Aerts       | + 1 min 21 s  |
| 7                                  | Canada- Rafaëlle Carrier - Isabella Holmgren - Sidney McGill - Emilien Belzile - Maxime St-Onge - Ian Ackert          | + 1 min 24 s  |
| 8                                  | Espagne- Irati Aranguyen - Lorena Patiño - Sofia Rodríguez - Benjamín Noval - Miguel Rodríguez - Felipe Orts          | + 2 min 29 s  |
| 9                                  | Japon- Nanami Ishikawa - Aika Hiyoshi - Kasuga Watabe - Shuntaro Yamada - Shingen Yunoki - Hijiri Oda                 | + 8 min 8 s   |
| 10                                 | Roumanie- Flavia Bunea - Miruna Mada - Wendy Bunea - Luca Bodareu - Dragos Stavar - József Málnási                    | + 12 min 17 s |

## Tableau des médailles
| Rang  | Nation          | Or | Argent | Bronze | Total |
| ----- | --------------- | -- | ------ | ------ | ----- |
| 1     | Pays-Bas        | 3  | 1      | 2      | 6     |
| 2     | Grande-Bretagne | 2  | 0      | 0      | 2     |
| 3     | France          | 1  | 1      | 1      | 3     |
| 3     | Italie          | 1  | 1      | 1      | 3     |
| 5     | Belgique        | 0  | 2      | 2      | 4     |
| 6     | Luxembourg      | 0  | 1      | 0      | 1     |
| 6     | Tchéquie        | 0  | 1      | 0      | 1     |
| 8     | Canada          | 0  | 0      | 1      | 1     |
| Total | Total           | 7  | 7      | 7      | 21    |